# Csukár

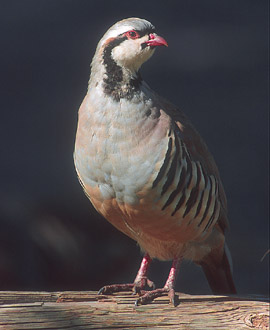

A csukár (Alectoris chukar) a madarak osztályának tyúkalakúak (Galliformes) rendjébe és a fácánfélék (Phasianidae) családjába tartozó faj.

## Elterjedése
Európa déli részétől Ázsiában Kínáig terjedt el.
Irak és Pakisztán nemzeti madara, általános elterjedt neve, a csukár is urdu (pakisztáni nyelv) eredetű.
Eredeti hazáján kívül betelepítették Franciaország, Németország, Olaszország, Spanyolország, Portugália, Norvégia, az Egyesült Királyság, Bahrein, Kanada, az Amerikai Egyesült Államok, Hawaii, Mexikó, Új-Zéland, a Dél-afrikai Köztársaság valamint Szent Ilona, az Ascension-sziget és Tristan da Cunha területére is.
|  |

## Alfajai
- Alectoris chukar kleini - Bulgária, Görögország, Törökország nyugati része
- Alectoris chukar cypriotes –  az égei-tengeri szigetek, Kréta, Rodosz, Ciprus és Törökország déli és középső része
- Alectoris chukar kurdestanica - Törökország délkeleti része, Szíria északi része, Irak északi része és Irán északi része
- Alectoris chukar armenica – Örményország
- Alectoris chukar caucasica- Kaukázus
- Alectoris chukar sinaica – Sínai-félsziget
- Alectoris chukar werae - Kelet-Irak és Délnyugat-Irán
- Alectoris chukar koroviakovi - Irán északkeleti és keleti része és Pakisztán nyugati része
- Alectoris chukar subpallida - Türkmenisztán, Üzbegisztán középső része és Afganisztán északi része
- Alectoris chukar falki - Üzbegisztán nyugati részétől keletre Nyugat-Kínáig
- Alectoris chukar dzungarica - Kazahsztán keleti része, Északnyugat-Kína és Mongólia északnyugati része
- Alectoris chukar pallida - Hszincsiang-Ujgur Autonóm Terület
- Alectoris chukar pallescens - Afganisztán északkeleti részétől keletre Tibet nyugati részéig
- Alectoris chukar chukar – Afganisztán keleti része, Pakisztán, Kasmír, Észak-India és Nepál nyugati része
- Alectoris chukar potanini - Nyugat-Mongólia és Kína északnyugati része
- Alectoris chukar pubescens - Mongólia délnyugati része, Belső-Mongólia és a Ninghszia-Huj Autonóm Terület
- Alectoris chukar daghestanica
- Alectoris chukar dementievi
- Alectoris chukar fallax
- Alectoris chukar farsiana
- Alectoris chukar kakelik
- Alectoris chukar laptev
- Alectoris chukar laptevi
- Alectoris chukar ordoscensis
- Alectoris chukar scotti
- Alectoris chukar shestoperovi

## Megjelenése
Testhossza 35 centiméter. Csőre, szemgyűrűje és lába piros. Homlokán, szemén és nyakán körbefutó fekete gallért visel. Rövid, lekerekített szárnya van. Tollazata szürkés színű.

## Életmódja
Kopár sziklafalak, völgyek és füves hegyoldalalk lakója.
Tápláléka nagyobb részben magvakból, kisebb részben zöld növényi részekből és rovarokból áll. Költési időn kívül 30-40 fős csapatokban élnek.

## Szaporodása

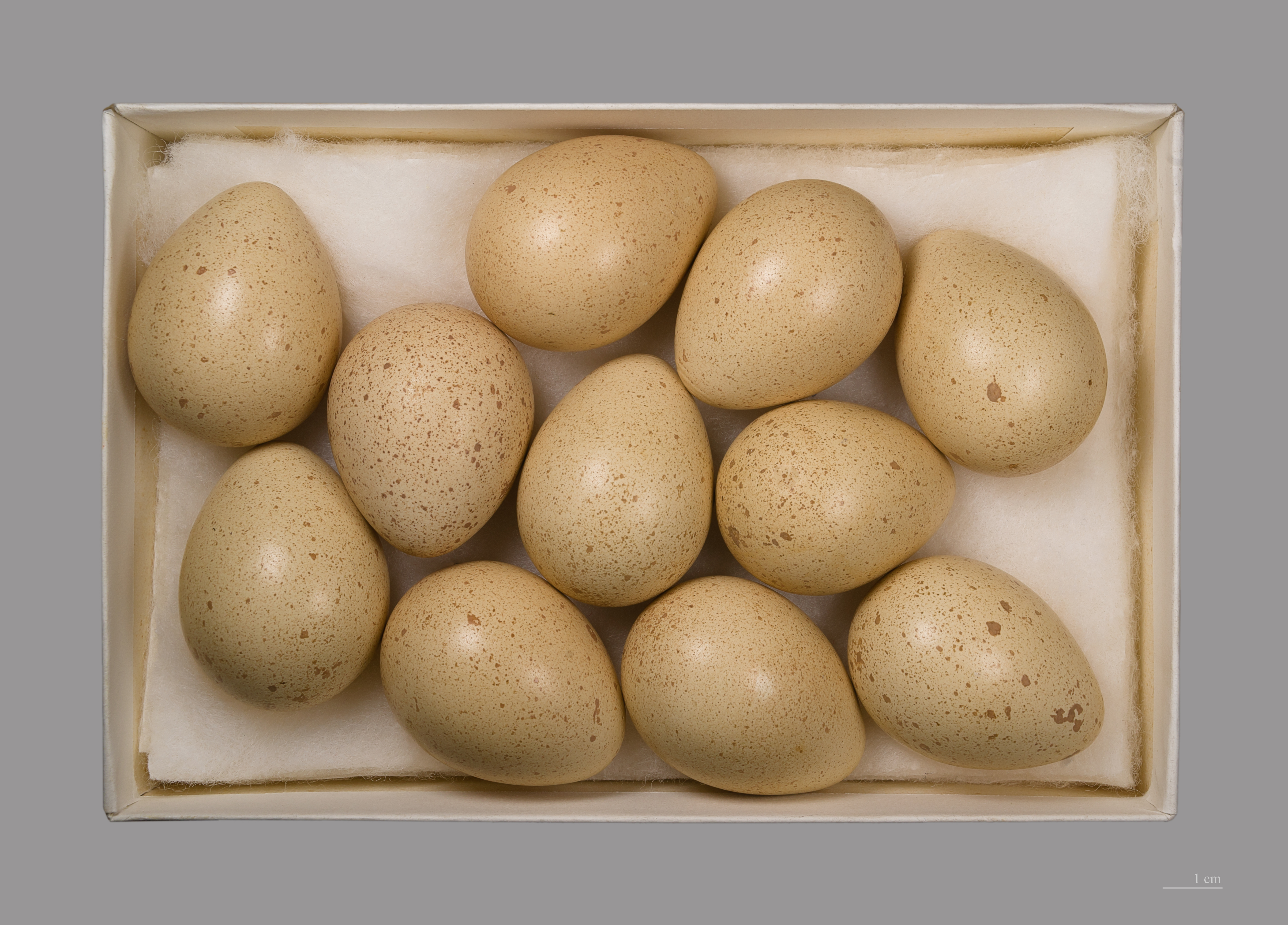
Alectoris chukar falki

Talajmélyedésbe kapart, fűvel bélelt fészkét többnyire mezőkön a fű közé készíti. A fészekalj általában 8-20 tojásból áll.